# کیلو (تیکاره)
کیلو شهری در شهرستان تیکاره در استان بام در بورکینافاسوی شمالی است و جمعیت آن ۹۰۲ نفر است.